# Frinape
A Frinape é uma feira multissetorial realizada na cidade de Erechim, Rio Grande do Sul. Seu objetivo é reunir os mais diversos temas, como a indústria, o comércio e a agropecuária com a realização de eventos culturais, como shows, competições e amostras tecnológicas. É realizado no Parque da Accie, no bairro homônimo.
A primeira edição da Frinape decorreu entre 21 de abril e 5 de maio de 1966, data que coincidia com a Festa Nacional do Mate (Fenamate) - e desde então todas as edições tem o apoio da Prefeitura Municipal de Erechim. O presidente do evento era Romeo Madalozzo, tendo como vices-presidente Ermínio Mascherin, Arnaldo Zordan e Jayme Luiz Lago, este último ex-prefeito da cidade. Todo ano é escolhida a Rainha da Frinape, a qual representa o evento na mídia.
No entanto, após a realização da segunda edição, em 1968, a Frinape ficou inativa por cerca de 14 anos por iniciativa do prefeito Elói João Zanella, retornando apenas em 1982. No ano de 1992, na realização da sétima edição, ocorreu o ingresso de shows no evento, realizados no Estádio Olímpico Colosso da Lagoa, comportando cerca de 15 mil espectadores, com a participação da dupla sertaneja Leandro & Leonardo e do grupo Roupa Nova.
Na época da realização da X Frinape, em 2001, ocorreu a inauguração do Pólo de Cultura, um lugar reservado para palestras didáticas e eventos da mídia. Na edição de número 12, inaugurou-se o Pavilhões de Exposições e na de número 13, a Casa do Cabanheiro. Em 2013 ocorrerá a realização da 14ª edição, a qual foi ampliada no quesito de dias e número de shows, além da incrementação de atividades desportivas.

## Edições
| Ed.  | Ano  | Prefeito               | Rainha                   | Shows |
| ---- | ---- | ---------------------- | ------------------------ | --- |
| I    | 1966 | Eduardo Pinto          | Juracema Valandro        | |
| II   | 1968 | Eduardo Pinto          | Levita Tagliari          | |
| III  | 1982 | Eloi João Zanella      | Yáskara Speracke         | |
| IV   | 1984 | Jayme Luiz Lago        | Kátia Franklin da Silva  | |
| V    | 1987 | Jayme Luiz Lago        | Gabriele Menegati        | |
| VI   | 1990 | Eloi João Zanella      | Débora Lunardi           | |
| VII  | 1992 | Eloi João Zanella      | Cleomara Regozo          | Leandro & Leonardo Roupa Nova |
| VIII | 1995 | Antônio Dexheimer      | Daniele Balvedi Pagliosa | Chitãozinho & Xororó Engenheiros do Hawaii Sandy & Júnior                                                                                        |
| IX   | 1999 | Luiz Francisco Schmidt | Tainete Farina           | Rio Negro & Solimões Skank Cidade Negra |
| X    | 2001 | Eloi João Zanella      | Rosane Portela           | Nenhum de Nós Daniel Roupa Nova |
| XI   | 2004 | Eloi João Zanella      | Franciele Lucia Saccon   | Felipe Dylon Alexandre Pires Skank Bruno & Marrone                                                                                               |
| XII  | 2008 | Elói João Zanella      | Rainha Elise Andreolla   | Inimigos da HP César Menotti & Fabiano Armandinho                                                                                                |
| XIII | 2010 | Paulo Pólis            | Lívia Kaghofer           | NX Zero João Bosco e Vinícius Zezé Di Camargo & Luciano                                                                                          |
| XIV  | 2013 | Paulo Pólis            | Caren Santolin           | Armandinho Reação em Cadeia Galinha Pintadinha Tchê Garotos João Neto & Frederico Paula Fernandes Jota Quest Munhoz & Mariano Guri de Uruguaiana |
| XV   | 2015 | Paulo Pólis            | Laura Pedott Lansana     | |
| XVI  | 2018 | Luiz Francisco Schmidt | Talita Lorenzetti        | |